# Universität Neapel Federico II
Die Universität Neapel Federico II (italienisch Università degli Studi di Napoli Federico II) ist eine staatliche Universität in Neapel. Mit ungefähr 75.000 Studierenden und 5300 Angestellten ist sie eine der größten Hochschulen in Italien.

## Geschichte
Die Gründung erfolgte am 5. Juni 1224 von Friedrich II., nach dem die Universität seit 1987 benannt ist. Das genaue Datum ist allerdings fiktiv; die Mitteilung über die Gründung, deren Abfassung Petrus de Vinea zugeschrieben wird, enthält keine Zeitangabe und wurde wohl erst im Juli verbreitet, wie Richard von San Germano in seiner Chronik berichtet. Die Existenz des studium war allerdings erst nach 1240 dauerhaft gesichert.
Um die höhere Bildung in Italien gegenüber der Universität Bologna und anderen norditalienischen Hochschulen zu dezentralisieren, setzte sich Friedrich II. – gegen den Willen der damaligen Päpste – sehr für eine aufgeklärte naturwissenschaftliche Lehre ein. Aus diesem Grund wurde die Universität Neapel europaweit die erste Universität, die ohne päpstliche Bulle lehrte. Dieses Spannungsfeld während der Gründung war lange charakteristisch für das Studium an der Universität Neapel, an der Thomas von Aquin einer der bekanntesten Studenten und späteren Dozenten war.
Damit die neugegründete Universität sich gegenüber älteren Universitäten etablieren konnte, verbot Friedrich unter Androhung von Leibes- und Geldstrafen den Bürgern des Königreiches das Studium an ausländischen Universitäten, insbesondere an jener in Bologna. Auch andere Bildungseinrichtungen innerhalb des Königreiches durften nicht die gleichen Disziplinen unterrichten, die an der Universität in Neapel angeboten wurden. Dies führte zu einer Reihe von Schließungen besagter Schulen.
Das hochschulpolitische Ziel Friedrichs II. beschränkte sich nicht nur auf die Ausbildung geeigneter Beamten für den Staatsdienst, sondern umfasste die Bildung einer breiten, gelehrten Elite, die das Kaisertum sowohl durch juristische Elemente als auch durch kulturelle Leistungen festigen konnte.

## Abteilungen

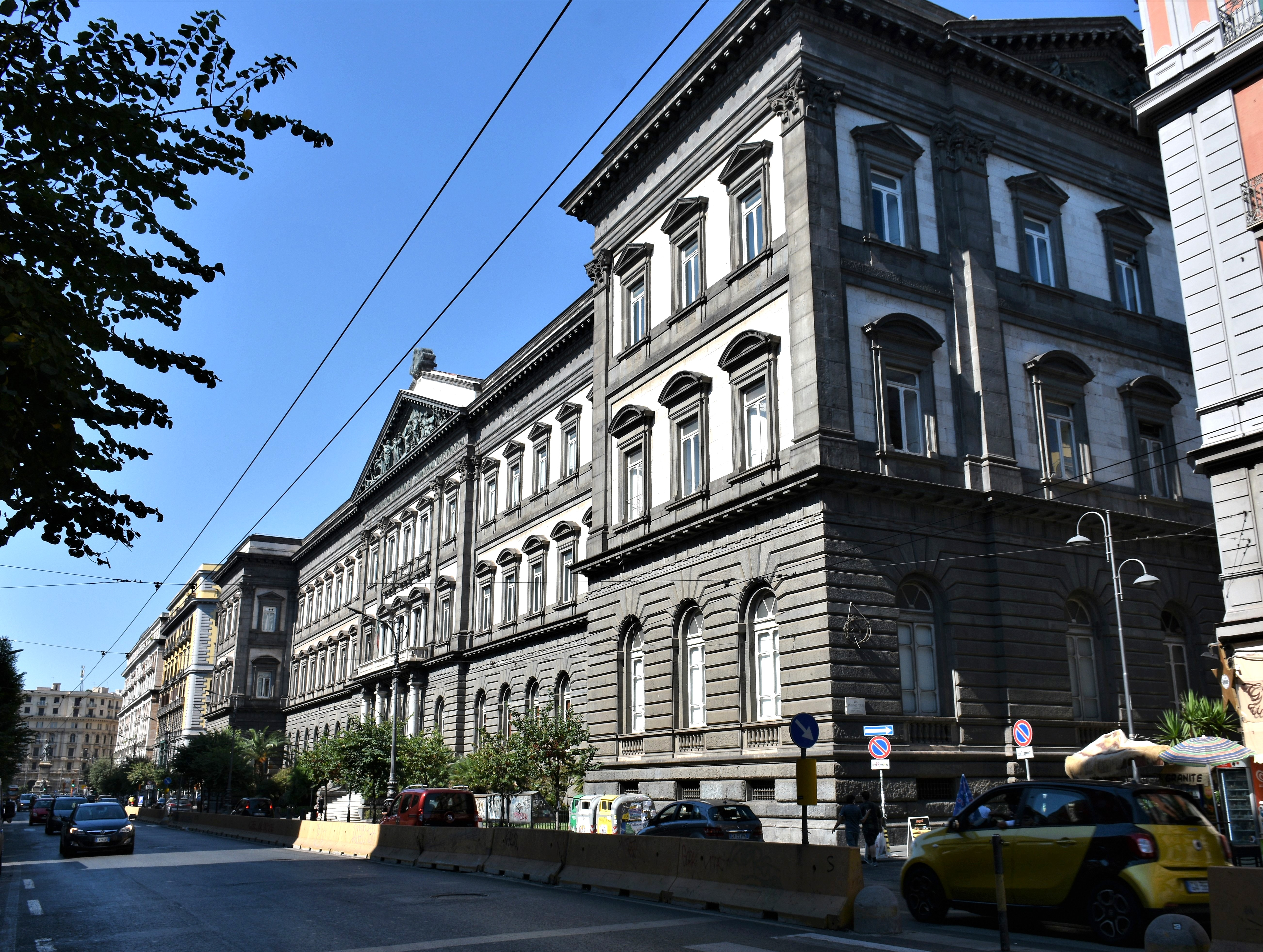
Hauptgebäude der Universität Neapel Federico II auf dem Corso Umberto I

Seit der Gelmini-Reform gibt es statt Fakultäten vier Schulen (scuole) mit 26 Abteilungen (dipartimenti):
- Scuola di medicina e chirurgia
  - Dipartimento di farmacia
  - Dipartimento di medicina clinica e chirurgia
  - Dipartimento di medicina molecolare e biotecnologie mediche
  - Dipartimento di neuroscienze e scienze riproduttive ed odontostomatologiche
  - Dipartimento di sanità pubblica
  - Dipartimento di scienze biomediche avanzate
  - Dipartimento di scienze mediche traslazionali
- Scuola di agraria e medicina veterinaria
  - Dipartimento di agraria
  - Dipartimento di medicina veterinaria e produzioni animali
- Scuola delle scienze umane e sociali
  - Dipartimento di economia, management, istituzioni
  - Dipartimento di giurisprudenza
  - Dipartimento di scienze economiche e statistiche
  - Dipartimento di scienze sociali
  - Dipartimento di scienze politiche
  - Dipartimento di studi umanistici
- Scuola politecnica e delle scienze di base
  - Dipartimento di architettura
  - Dipartimento di biologia
  - Dipartimento di fisica
  - Dipartimento di ingegneria chimica, dei materiali e della produzione industriale
  - Dipartimento di ingegneria civile, edile e ambientale
  - Dipartimento di ingegneria elettrica e delle tecnologie dell'informazione
  - Dipartimento di ingegneria industriale
  - Dipartimento di matematica e applicazioni
  - Dipartimento di scienze chimiche
  - Dipartimento di scienze della terra, dell'ambiente e delle risorse
  - Dipartimento di strutture per l'ingegneria e l'architettura

## Rektoren
Königreich Neapel
- Niccolò Verticillo (1291–?)
- Matteo Filomarino (1310–1320?)
- Lorenzo Pulderigo da Napoli (1351–1359)
- Bartolomeo Prignano (1360–1362)

Stellung abgeschafft (1806–1811)
- Domenico Cotugno (1812–1813)
- Felice Parrilli (1814–1815)

Königreich beider Sizilien
- Francesco Rossi (1816–1817)
- Felice Parrilli (1818–1819)
- Leonardo Santoro (1820–1821)
- Gaetano Giannattasio (1822–1823)
- Giovanni Gambale (1824–1825)
- Teodoro Monticelli (1826–1827)
- Nicola Ciampitti (1828–1829)
- Francesco Maria Avellino (1830–1831)
- Francesco Rossi (1832–1833)
- Filippo Maria Guidi (1834–1835)
- Leonardo Santoro (1836–1837)
- Saverio Macrì (1838–1839)
- Francesco Saverio Apuzzo (1840–1843)
- Michele Tenore (1844–1845)
- Gaetano Lucarelli (1846–1847)
- Andrea Ferrigni Pisone (1848–1849)
- Michele Bianchi (1850–1851)
- Gerardo Pugnetti (1852–1853)
- Giuseppe Cua (1854–15 giugno 1854)
- Mario Giardini (1854–1855)
- Francesco Bruni (1856–1857)
- Giuseppe Pietrocola (1857–1859)

Königreich Italien
- Giuseppe de Luca (1862–1864)
- Paolo Emilio Imbriani (1864–1865)
- Arcangelo Scacchi (1865–1867)
- Salvatore Tommasi (1869–1871)
- Luigi Settembrini (1871–1873)
- Arcangelo Scacchi (1875–1877)
- Bonaventura Zumbini (1881–1883)
- Emanuele Fergola (1889–1891)
- Agostino Oglialoro Todaro (1897–1899)
- Giovanni Antonelli (1901–1902)
- Carlo Gallozzi (1902)
- Leonardo Bianchi (1902–1903)
- Filippo Masci (1903–1905)
- Carlo Fadda (1905–1907)
- Giovanni Paladino (1907–1909)
- Pasquale Del Pezzo (1909–1911)
- Leonardo Bianchi (1911–1913)
- Enrico Cocchia (1913–1915)
- Alberto Marghieri (1915–1917)
- Agostino Oglialoro-Todaro (1917–1919)
- Pasquale Del Pezzo (1919–1921)
- Giovanni Miranda (1921–1923)
- Ferruccio Zambonini (1923–1925)
- Filippo Bottazzi (1925–1927)
- Arnaldo Bruschettini (1927–1931)
- Giunio Salvi (1931–1939)
- Luigi Auricchio (1939–1943)
- Biagio Petrocelli (1943)
- Adolfo Omodeo (1943–1946)

Italienische Republik
- Gaetano Quagliariello (1946–1950)
- Ernesto Pontieri (1950–1959)
- Giuseppe Tesauro (1959–1975)
- Giuseppe Cuomo (1975–1981)
- Carlo Ciliberto (1981–1993)
- Fulvio Tessitore (1993–2001)
- Guido Trombetti (2001–2010)
- Massimo Marrelli (2010–2014)
- Gaetano Manfredi (2014–2020)
- Matteo Lorito (seit 2020)